# Kathleen Crowley
Betty Jane Kathleen Crowley (Green Bank, 26 dicembre 1929 – Green Bank, 23 aprile 2017) è stata un'attrice statunitense.
Sul grande schermo apparve in 17 film dal 1953 al 1970, mentre per gli schermi televisivi diede vita a numerosi personaggi in oltre 60 produzioni dal 1951 al 1969.

## Biografia
Kathleen Crowley vinse il titolo di Miss New Jersey nel 1949 e concorse per Miss America quello stesso anno, concludendo la manifestazione al sesto posto. Grazie alla borsa di studio ottenuta dopo l'assegnazione del titolo di Miss Simpatia durante il concorso di Miss America, si iscrisse alla American Academy of Dramatic Arts. Interpretò quasi unicamente parti di donne seducenti, spesso ammaliatrici.
Nel suo ricco curriculum televisivo vanta diverse interpretazioni di personaggi più o meno regolari in serie televisive, tra cui Terry Van Buren in 17 episodi della serie Waterfront (1954-1955), e Melanie Blake in due episodi della serie Maverick (1957-1962), oltre a ulteriori sei episodi con altri ruoli). Interpretò poi sei ruoli diversi in altrettanti episodi della serie Indirizzo permanente (1958-1961), e numerosi altri personaggi secondari o ruoli da guest star in molti episodi di serie televisive dagli anni cinquanta alla fine degli anni sessanta.
L'ultimo suo ruolo per il piccolo schermo fu quello della contessa Maria Kettenden nella serie Ai confini dell'Arizona, nell'episodio Once on a Day in Spring, trasmesso il 14 febbraio 1969.
Per il cinema interpretò, tra gli altri, il ruolo di Laura Thompson nel western Carovana verso il West (1956), e quello di Alice Fiske in Al di là di ogni ragionevole dubbio (1970), film dopo il quale si ritirò dalle scene.
Nella sua autobiografia del 2012, The Garner Files (p. 62), James Garner cita la Crowley come la protagonista della serie di Maverick che ricorda più vividamente, dopo più di mezzo secolo: ...Cinquant'anni dopo, due guest star spiccano nella mia mente. Kathleen Crowley era una di quelle attrici che hanno lavorato molto negli anni '50. Ha recitato in diversi episodi di Maverick e ha sempre interpretato affascinanti truffatrici. Il rapporto del suo personaggio con Maverick era insolito: non ci fidavamo l'uno dell'altro, ma ci piacevamo. E Kathleen era stupenda. Non era molto alta, ma aveva la bellezza classica. Nessuno l'ha mai considerata più di un'attrice, ma io l'ho fatto.

## Filmografia

### Cinema
- La frusta d'argento (The Silver Whip), regia di Harmon Jones (1953)
- The Farmer Takes a Wife, regia di Henry Levin (1953)
- Ho sposato un pilota (Sabre Jet), regia di Louis King (1953)
- Obbiettivo Terra (Target Earth), regia di Sherman A. Rose (1954)
- L'adescatrice (Female Jungle), regia di Bruno VeSota (1955)
- La banda dei dieci (Ten Wanted Men), regia di H. Bruce Humberstone (1955)
- Allarme sezione omicidi (City of Shadows), regia di William Witney (1955)
- Le sette città d'oro (Seven Cities of Gold), regia di Robert D. Webb (1955)
- Carovana verso il West (Westward Ho, the Wagons!), regia di William Beaudine (1956)
- Una pistola tranquilla (The Quiet Gun), regia di William F. Claxton (1957)
- La corriera fantasma (The Phantom Stagecoach), regia di Ray Nazarro (1957)
- Il nemico di fuoco (The Flame Barrier), regia di Paul Landres (1958)
- L'uomo senza corpo (Curse of the Undead), regia di Edward Dein (1959)
- La rapina (The Rebel Set), regia di Gene Fowler Jr. (1959)
- Il collare di ferro (Showdown), regia di R.G. Springsteen (1963)
- Gli spericolati (Downhill Racer), regia di Michael Ritchie (1969)
- Al di là di ogni ragionevole dubbio (The Lawyer), regia di Sidney J. Furie (1970)

### Televisione
- Robert Montgomery - Storie antologiche (Robert Montgomery Presents) – serie TV, un episodio (1951)
- Kraft Television Theatre – serie TV, un episodio (1951)
- Starlight Theatre – serie TV, un episodio (1951)
- Teatro di Armstrong (Armstrong Circle Theatre) – serie TV, un episodio (1951)
- Chevron Theatre – serie TV, un episodio (1953)
- Waterfront – serie TV, 17 episodi (1954-1955)
- Fireside Theatre – serie TV, 4 episodi (1954-1955)
- City Detective – serie TV, un episodio (1954)
- Mayor of the Town – serie TV, un episodio (1954)
- The Lone Wolf – serie TV, un episodio (1954)
- Cavalcade of America – serie TV, un episodio (1954)
- Il cavaliere solitario (The Lone Ranger) – serie TV, un episodio (1954)
- Schlitz Playhouse of Stars – serie TV, 2 episodi (1955-1956)
- Climax! – serie TV, 4 episodi (1955-1957)
- Studio 57 – serie TV, un episodio (1955)
- General Electric Theater – serie TV, episodio 4x07 (1955)
- Matinee Theatre – serie TV, 2 episodi (1956-1957)
- Le avventure di Campione (The Adventures of Champion) – serie TV, un episodio (1956)
- 77º Lancieri del Bengala (Tales of the 77th Bengal Lancers) – serie TV, episodio 1x03 (1956)
- Disneyland – serie TV, un episodio (1956)
- Maverick – serie TV, 8 episodi (1957-1962)
- The 20th Century-Fox Hour – serie TV, episodio 2x17 (1957)
- Crossroads – serie TV, episodio 2x35 (1957)
- On Trial – serie TV, un episodio (1957)
- Lux Video Theatre – serie TV, un episodio (1957)
- Cheyenne – serie TV, un episodio (1957)
- Indirizzo permanente (77 Sunset Strip) – serie TV, 6 episodi (1958-1961)
- Bronco – serie TV, episodio 1x05 (1958)
- Perry Mason – serie TV, 3 episodi (1958-1966)
- Colt.45 – serie TV, un episodio (1958)
- Carovane verso il west (Wagon Train) – serie TV, un episodio (1958)
- The Restless Gun – serie TV, episodio 1x24 (1958)
- Tombstone Territory – serie TV, un episodio (1958)
- Suspicion – serie TV, un episodio (1958)
- The Rough Riders – serie TV, episodio 1x07 (1958)
- Lux Playhouse – serie TV, un episodio (1958)
- Yancy Derringer – serie TV, un episodio (1958)
- Cimarron City – serie TV, episodio 1x12 (1958)
- Bat Masterson – serie TV, 2 episodi (1959-1960)
- Tales of Wells Fargo – serie TV, 2 episodi (1959-1962)
- Gli uomini della prateria (Rawhide) - serie TV, episodio 1x18 (1959)
- Markham – serie TV, un episodio (1959)
- Death Valley Days – serie TV, un episodio (1959)
- Bourbon Street Beat – serie TV, episodio 1x08 (1959)
- Hawaiian Eye – serie TV, 2 episodi (1960-1961)
- Bonanza – serie TV, 3 episodi (1960-1968)
- Laramie – serie TV, un episodio (1960)
- The Deputy – serie TV, un episodio (1960)
- The Americans – serie TV, episodio 1x03 (1961)
- Thriller – serie TV, episodio 1x24 (1961)
- Surfside 6 – serie TV, episodi 1x21-2x12 (1961)
- Scacco matto (Checkmate) – serie TV, episodio 2x30 (1962)
- F.B.I. Cape Canaveral (FBI Code 98) – film TV (1963)
- Route 66 – serie TV, un episodio (1963)
- Redigo – serie TV, un episodio (1963)
- The Donna Reed Show – serie TV, un episodio (1964)
- Io e i miei tre figli (My Three Sons) – serie TV, episodio 5x01 (1964)
- The Farmer's Daughter – serie TV, un episodio (1964)
- Il virginiano (The Virginian) – serie TV, episodio 3x27 (1965)
- The Bravo Duke – film TV (1965)
- Branded – serie TV, episodio 2x01 (1965)
- Tre nipoti e un maggiordomo (Family Affair) – serie TV, episodi 1x06-3x15 (1966-1969)
- Gidget – serie TV, un episodio (1966)
- Batman – serie TV, 2 episodi (1966)
- Ai confini dell'Arizona (The High Chaparral) – serie TV, episodio 2x20 (1969)